# Plaza de Toros de Vista Alegre
Plaza de Toros de Vista Alegre är en amfiteater i Spanien.   Den ligger i provinsen Bizkaia och regionen Baskien, i den norra delen av landet, 300 km norr om huvudstaden Madrid. Plaza de Toros de Vista Alegre ligger 39 meter över havet.
Terrängen runt Plaza de Toros de Vista Alegre är huvudsakligen kuperad, men åt nordväst är den platt. Runt Plaza de Toros de Vista Alegre är det tätbefolkat, med 881 invånare per kvadratkilometer. Närmaste större samhälle är Bilbao, 1,3 km nordost om Plaza de Toros de Vista Alegre. I omgivningarna runt Plaza de Toros de Vista Alegre växer i huvudsak blandskog.